# Steen Rasmussen (Leichtathlet)
Steen Rasmussen (* 1. Dezember 1888 in Randers; Todesdatum unbekannt) war ein dänischer Langstreckenläufer.
Bei den Olympischen Spielen 1912 in Stockholm kam er im Crosslauf auf den 28. Platz.